# Jeanne-Irène Biya

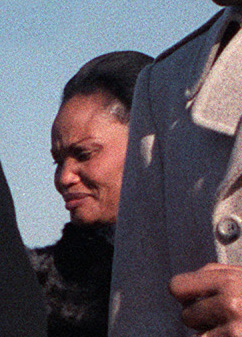
Jeanne-Irène Biya

Jeanne-Irène Biya, geb. Atyam (* 12. Oktober 1935 in Endom; † 29. Juli 1992 in Yaoundé) war die erste Ehefrau von Paul Biya, der seit 1982 Präsident Kameruns ist.

## Leben
Die Hochzeit der als Jeanne-Irène Atyam geborenen ersten Ehefrau Biyas mit dem späteren kamerunischen Präsidenten fand am 2. September 1961 in Antony, einem südlichen Banlieue von Paris, statt. Sie studierte an der Hebammenschule von Nantes und war nach ihrer Rückkehr nach Kamerun als diplomierte Hebamme im Pavillon Baudelocque im Zentralkrankenhaus von Yaoundé tätig. Sie engagierte sich sozial insbesondere für Kinder.
Paul und Jeanne-Irène Biya hatten keine gemeinsamen Kinder. Sie adoptierte jedoch den unehelichen Sohn, den Paul Biya mit ihrer Schwester oder ihrer Nichte hatte, als dieser vier Jahre alt war. Dieser erhielt den Namen Franck Emmanuel Olivier Biya und wurde als Nachfolger seines autoritär regierenden Vaters anlässlich der für 2025 angesetzten Wahlen gehandelt.
In Zusammenhang mit dem Tod der offiziell nach kurzer Krankheit verstorbenen First Lady von Kamerun und der zeitgleichen Anwesenheit Paul Biyas bei einer Konferenz in Dakar, kamen in Kamerun Gerüchte auf, dass das Ableben Jeanne-Irène Biyas auf unnatürliche Art zustande gekommen sei und der Präsident sich aus Alibi-Gründen zu diesem Zeitpunkt außer Landes aufgehalten habe.
Jeanne-Irène Biya starb in Yaoundé im Alter von 58 Jahren und wurde in Mvomeka’a, dem Geburtsort ihres Ehemanns, beerdigt.